# 70 mm-es nem irányított rakéták

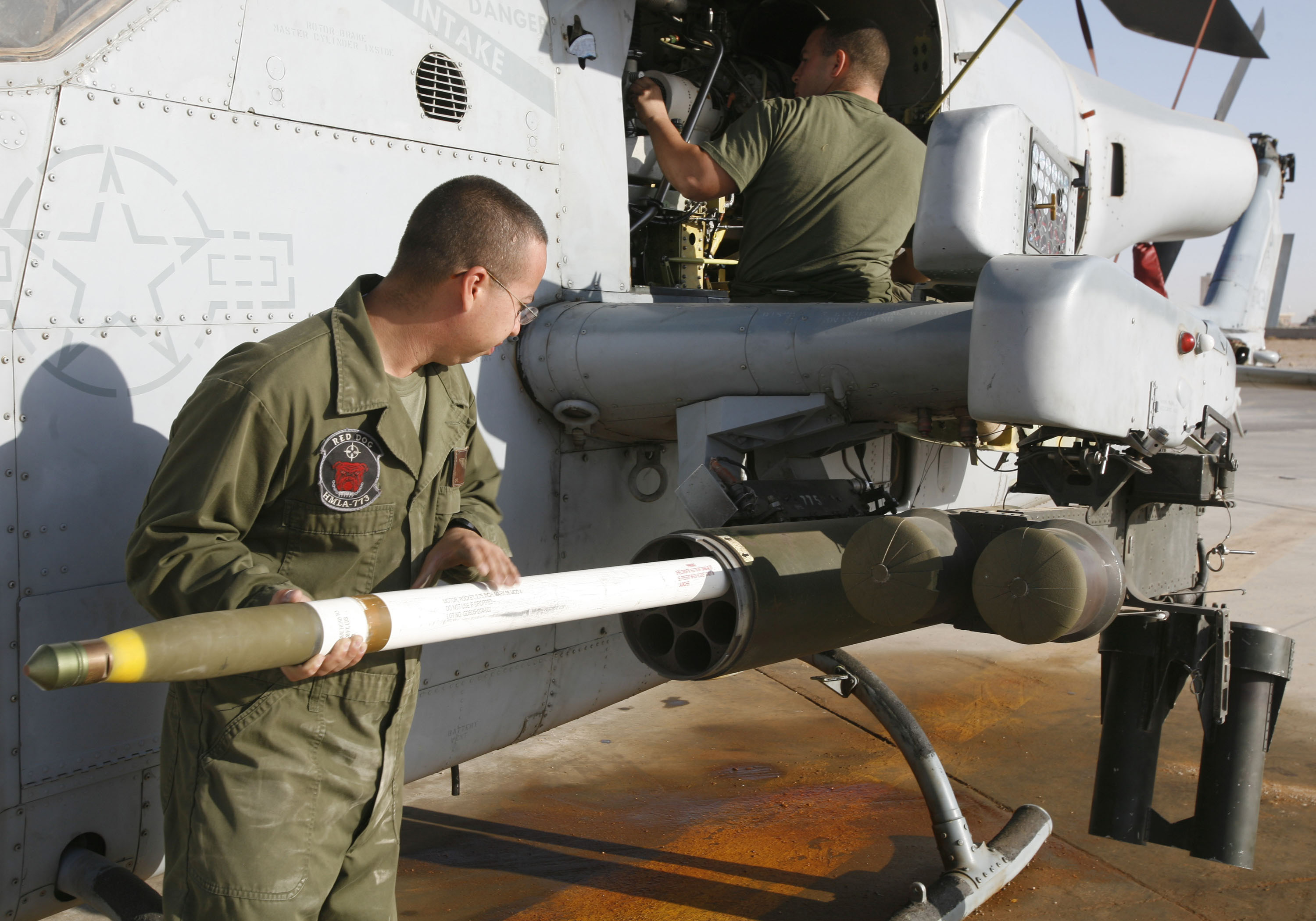
Hydra 70 rakéta betöltése

A Hydra 70 nem irányított rakéta a világ egyik legelterjedtebb rakétafegyvere, szinte minden NATO és más az Amerikai Egyesült Államokkal szövetséges országok haderejében rendszeresítve lett valamilyen változata. A „2,75 hüvelykes” (2.75") megnevezést is alkalmazzák erre fegyvertípusra. Ezeket a jellemzően 5-12 kilométer közötti hatótávolságú fegyvereket ún. rakétablokkokból vagy más néven rakétakonténerből egyesével vagy sorozatban indítják. A fegyver viszonylagos pontatlanságát nagy tömegű tűzzel kompenzálják. A 70 mm-es nem irányított rakétákat jellemzően helikopterekről és repülőgépekről alkalmazzák, de ritkábban pilóta nélküli repülőeszközök,  szárazföldi járművek és kisebb hadihajók arzenáljában is előfordulnak. A rakéták egy harcirészből, illetve a rakétatest nagyobb részét adó rakétahajtóműből állnak. Ez a két elem a feladatnak megfelelően párosítható, cserélhető a legtöbb típus esetében. 

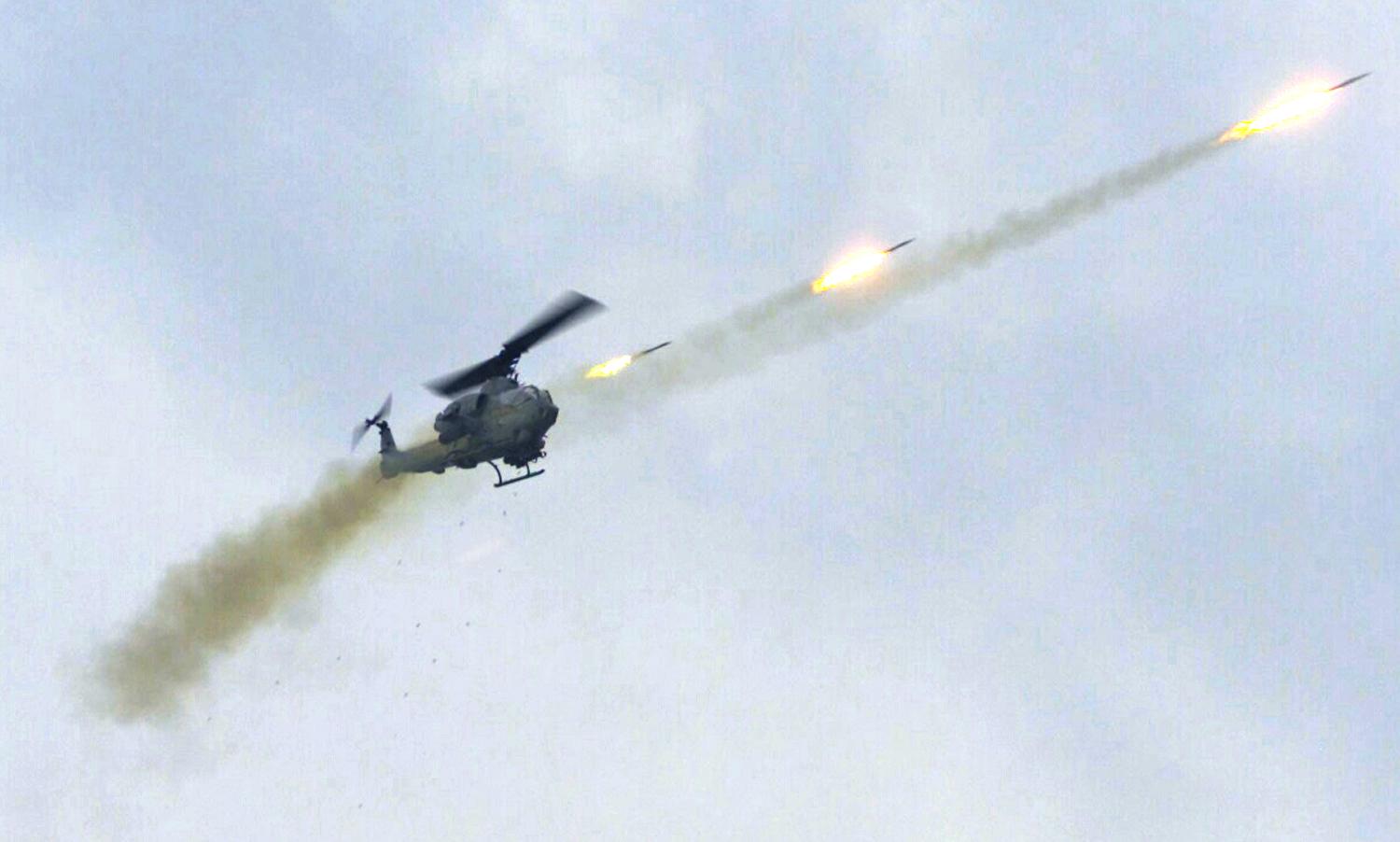
Tűzcsapás 70 mm-es rakétákkal

A rakéták stabilitását kinyíló vezérsíkok biztosítják, amelyekből kétféle létezik. Az egyik az ún. FF (Folding Fin) elrendezés, amikor a vezérsíkok a hossz irányban a rakéta mögé vannak behajtva és indítás után "rugóskés-szerűen" nyílnak szét. A másik az ún. WA (Wrap Around) elrendezés, amikor az ívelt vezérsíkok a rakétatest palástjára fekszenek rá, körül ölelve azt. Napjainkban inkább ez utóbbi az elterjedtebb kialakítás a 70 milliméteres rakétatípusok között.  
A 2010-es években megjelentek a 70 milliméteres rakéták irányított változatai gazdaságos megoldást kínálva az alig vagy egyáltalán nem páncélozott mozgó célpontok kiiktatására. Ezek a rakéták döntően félaktív lézeres rávezetést (SAL) alkalmaznak, de létezik néhány alternatív rávezetési módszer: infravörös képalkotó (IIR), GPS/INS, bár ezek nem igazán terjedtek el.
A 70 milliméteres szabványnak megfelelő rakétákat több országban gyártanak. Az alábbiakban a főbb típusok, gyártmányok kerülnek bemutatásra.

## Hydra 70
A 70 milliméteres, amerikai jelöléssel 2,75 hüvelykes (2.75") rakéta története az 1940 évek végére nyúlik vissza, amikor az amerikai haditengerészet rendszeresítette az Mk 4 illetve Mk 40 FFAR-rakétákat. Az. Mk 40-es rakéta végig szolgálta a koreai és vietnámi háborút, de már modernizációra szorult. A jelentősen nagyobb teljesítményű Mk 66 rakétahajtómű megjelenésével született meg a Hydra 70 nem irányított rakétarendszer. A Hydra 70 a korábbi FFAR ún. FF (Folding Fin) elrendezése helyet már ún. WA (Wrap around) elrendezést alkalmazza.

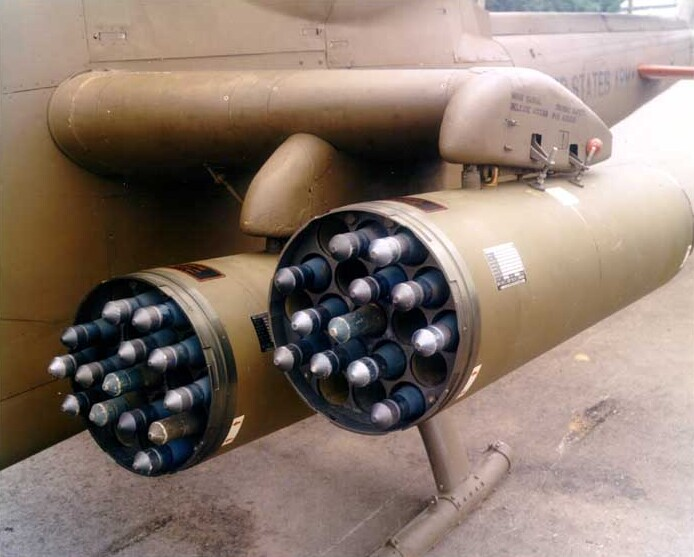
19 csöves rakétablokkok egy AH-1 helikopteren
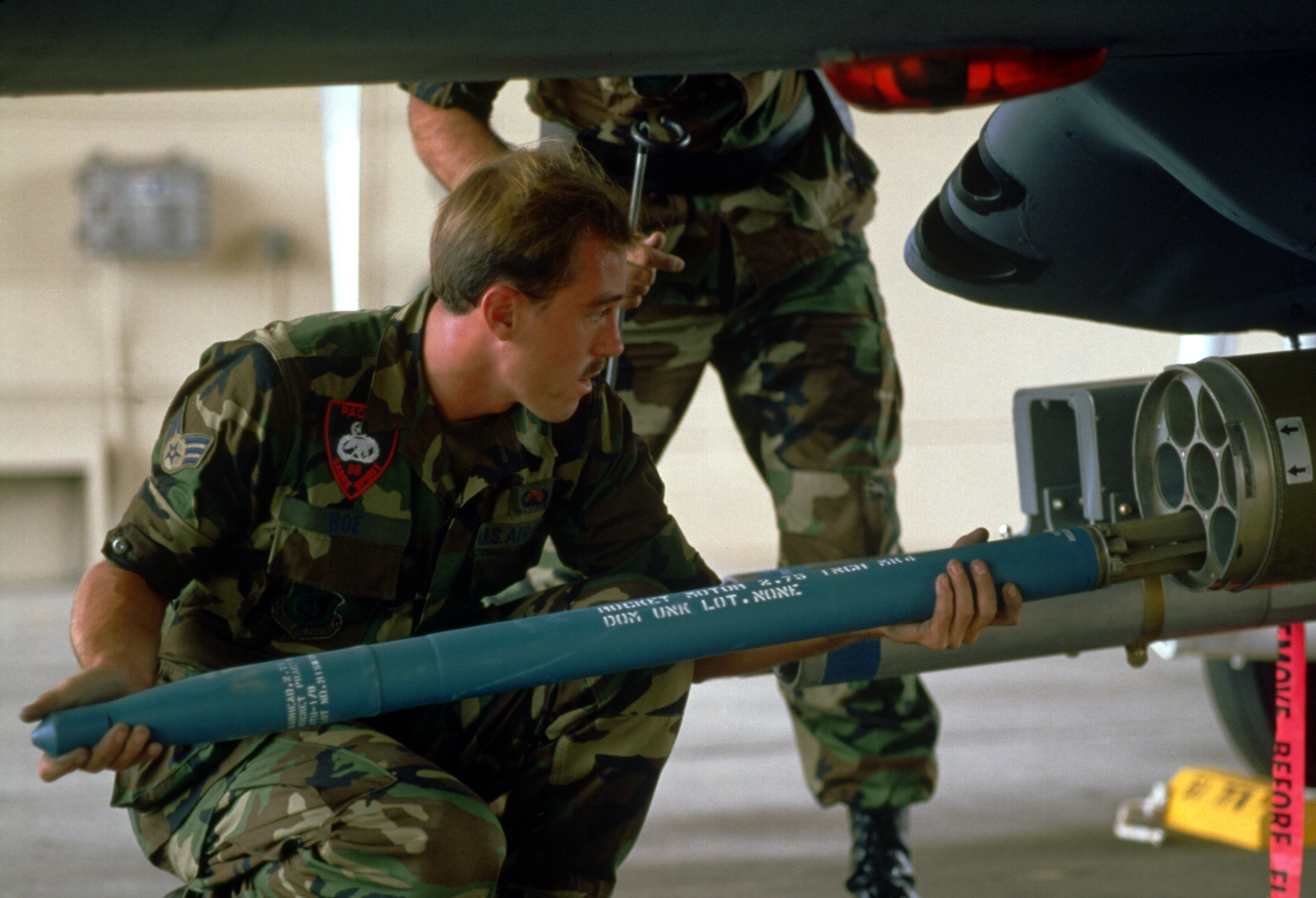
Rakéták betöltése egy hétcsövű indítóba
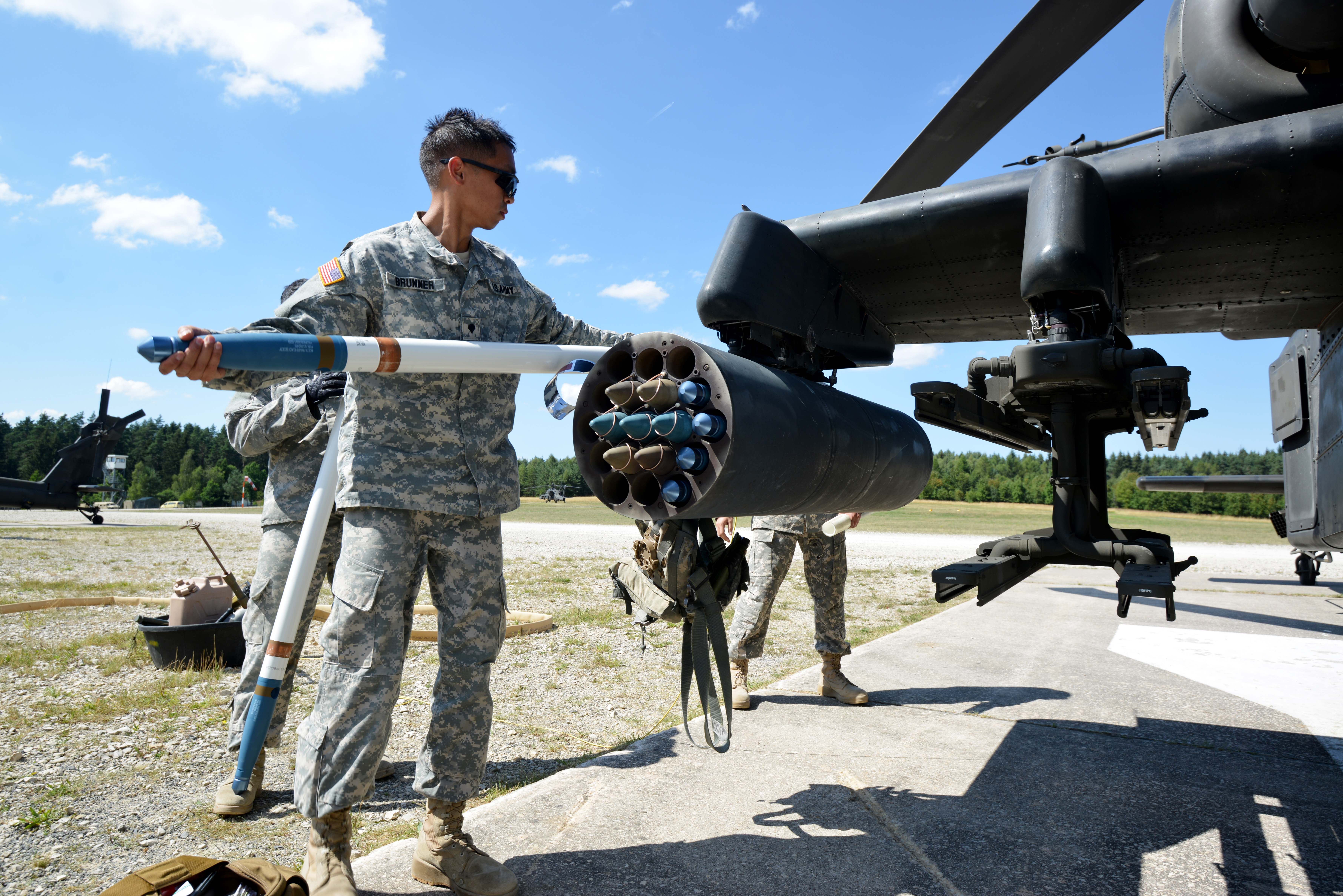
Rakéták betöltése egy 19 csövű indítóba
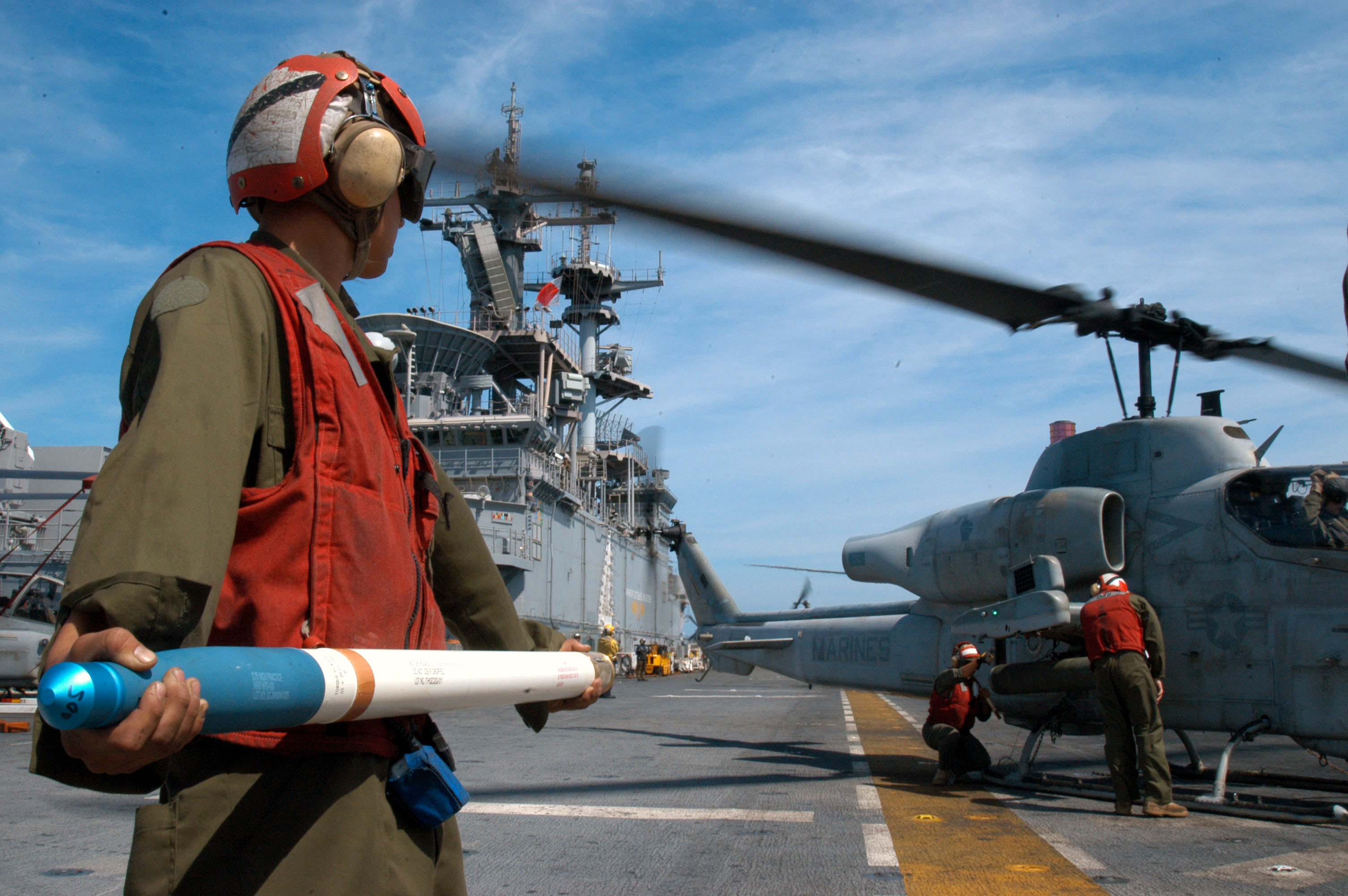
Gyakorló rakéta betöltésre vár

### Hydra 70 rakétahajtóművek
| Jelölés     | Vezérsík-elrendezés | Hosszúság | Tömeg  | Hatótávolság                       | Leírás |
| ----------- | ------------------- | --------- | ------ | ---------------------------------- | --- |
| Mk 66 Mod 0 | WA                  | 1060 mm   | 6,2 kg | maximális: 10500 m hatásos: 8000 m | Az eredeti prototípus változat, amely az Amerikai Hadsereg (US Army) számára készült.                                                                                   |
| Mk 66 Mod 1 | WA                  | 1060 mm   | 6,2 kg | maximális: 10500 m hatásos: 8000 m | Az első sorozatban gyártott változat, amely az Amerikai Hadsereg (US Army) számára készült.                                                                             |
| Mk 66 Mod 2 | WA                  | 1060 mm   | 6,2 kg | maximális: 10500 m hatásos: 8000 m | Mk 66 Mod 1 változat biztonságosabb változata, amelyez már az Amerikai Haditengerészet (USN) és Légierő (USAF) is rendszeresített                                       |
| Mk 66 Mod 3 | WA                  | 1060 mm   | 6,2 kg | maximális: 10500 m hatásos: 8000 m | A biztonságosabbá tett Mk 66 Mod 2 az Amerikai Hadsereg (US Army) számára készült verziója                                                                              |
| Mk 66 Mod 4 | WA                  | 1060 mm   | 6,2 kg | maximális: 10500 m hatásos: 8000 m | Mk 66 Mod 2/3 változat füstcsökkentett hajtóanyaggal, az amerikai haderő valamennyi haderőneme rendszeresítette                                                         |
| Mk 66 Mod 5 | WA                  | 1060 mm   | 6,2 kg | maximális: 10500 m hatásos: 8000 m | Mk 66 Mod 4 még biztonságosabbá tett változata |
| Mk 66 Mod 6 | WA                  | 1060 mm   | 6,2 kg | maximális: 10500 m hatásos: 8000 m | Mk 66 Mod 4/5 egy változata, amelynek füstgázai nem okozhatnak működési zavart a helikopterek hajtóműveiben. (Ez az AH-64 Apache helikopterek esetében néha előfordult) |

### Hydra 70 harcirészek
| Jelölés | Megnevezés                         | Tömeg   | Robbanóanyag tömege | Megjegyzés |
| ------- | ---------------------------------- | ------- | ------------------- | --- |
| M151    | High Explosive Dual Purpose (HEDP) | 4,2 kg  | 1 kg                | Páncéltörő repeszromboló könnyen páncélozott célok és élőerő ellen hatásos. Ez a legáltalánosabban használt harcirész, amelynek repeszei 50 méteren belül is képesek halálos sérülést okozni. |
| M156    | White phosphorus (WP)              | 4,38 kg | nincs               | Fehérfoszforos füstjelzős rakéta |
| M229    | High Explosive Dual Purpose (HEDP) | 7,9 kg  | 2,2 kg              | Megnövelt tömegű páncéltörő repeszromboló könnyen páncélozott célok és élőerő ellen hatásos.                                                                                                  |
| M255A1  | Flechette                          | 6,4 kg  | nincs               | 1179 darab 3,9 grammos nyilat tartalmaz, páncélozatlan területi célok és élőerő ellen hatásos                                                                                                 |
| M257    | Illuminating Flare                 | 5 kg    | nincs               | Világító rakéta: 1 millió candela fényerővel bíró, ejtőernyőn ereszkedő fáklyát hordoz |
| M264    | Smoke (RP)                         | 3,9 kg  | nincs               | Vörösfoszforos füstjelzős rakéta |
| M274    | Practice Smoke Signature           | 4,2 kg  | nincs               | Füstjelzős gyakorló (min.5 másodperc fehér füst) |
| M278    | Infrared Flare                     | 5 kg    | nincs               | Infravörös világító rakéta: ejtőernyőn ereszkedő infravörös fáklyát hordoz |
| WTU-1/B | Practice                           | 4,2 kg  | nincs               | Inert gyakorló, lényegében csak súlymodell |

### Hydra 70 irányított rakéták
- BAE Systems Advanced Precision Kill Weapon System (APKWS) II – a legszélesebb körben elterjedt irányító készlet Hydra 70 rakétákhoz
- U.S. Navy Low-Cost Guided Imaging Rocket (LOGIR)
- Lockheed Martin Direct Attack Guided Rocket (DAGR)
- The ATK/Elbit Guided Advanced Tactical Rocket – Laser (GATR-L)
- Raytheon TALON

### Hydra 70 indítók[2]
| Jelölés   | Vetőcsövek száma | Üres tömeg | Hosszúság | Átmérő / szélesség | Megjegyzés |
| --------- | ---------------- | ---------- | --------- | ------------------ | --- |
| M260      | 7                | 15,9 kg    | 1681,5 mm | 248,9 mm           | Hétcsöves könnyű rakétablokk |
| M261      | 19               | 36.3 kg    | 1681,5 mm | 403,9 mm           | 19 csöves könnyű rakétablokk |
| LAU-130/A | 19               | n.a        | n.a.      | n.a                | 19 csöves rakétablokk |
| LAU-131/A | 7                | 29,5 kg    | 1518,9 mm | 256,5 mm           | Hétcsöves rakétablokk – elsősorban az Amerikai Légierő (USAF) alkalmazza |
| LAU-68G/A | 7                | 41,7kg     | 1805,9 mm | 256,5 mm           | Hétcsöves rakétablokk – elsősorban az Amerikai Haditengerészet (USN) |
| LAU-61G/A | 19               | 93kg       | 1943,1 mm | 414,0 mm           | 19 csöves rakétablokk – elsősorban az Amerikai Haditengerészet (USN) alkalmazza. Digitális indító: az adatkapcsolatnak köszönhetően a pilóta tüzeléshez kiválaszthatja a vetőcsövet illetve rakétát. |
| LAND-LGR4 | 4                | 27,2kg     | 1892,3mm  | 203,2 mm           | Négycsöves rakétablokk szárazföldi járművekhez kifejlesztve, APKWS lézervezérkésű rakétákra optimalizálva                                                                                            |

## FZ – Forges de Zeebrugge

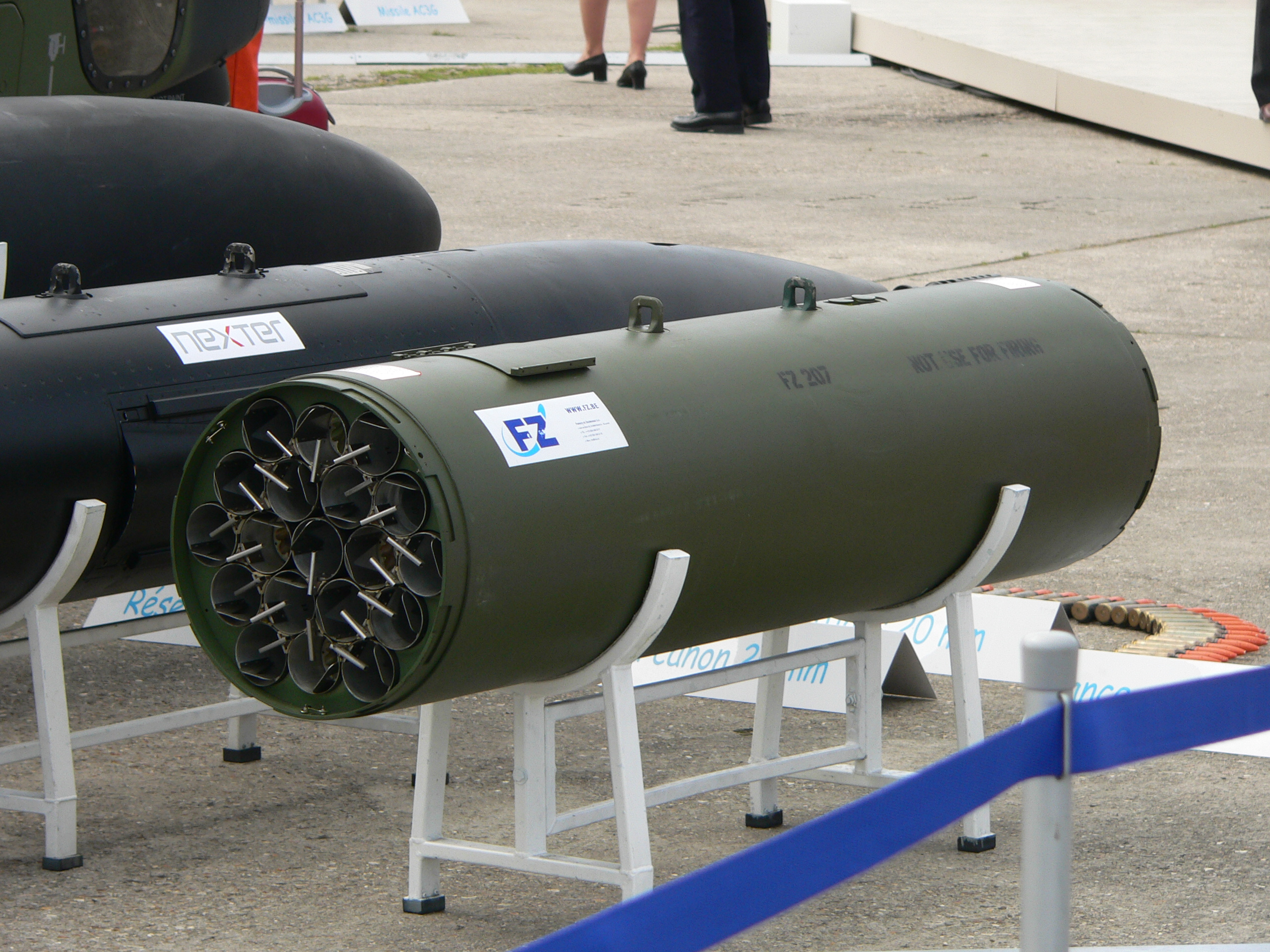
FZ207 típusú rakétablokk

A belgiumi Forges de Zeebrugge (röviden FZ) a legjelentősebb európai nem irányított rakétákat gyártó vállalat, amely ma már a francia Thales konszern tulajdonában van. Az FZ az 1970-es évek óta gyárt 70 mm-es nem irányított rakéták, amelyekből több mint 8 milliót állítottak elő ez idő alatt.
A Magyar Honvédség is a Forges de Zeebrugge FZ231 típusú rakétaindítóit rendszeresítette H145M helikoptereihez, így várhatóan az FZ rakétái is beszerzésre kerülnek majd 2023 és 2025 között.

### FZ hajtóművek
| Jelölés     | Vezérsík-elrendezés | Hosszúság | Tömeg  | Hatótávolság | Megjegyzés                                                            |
| ----------- | ------------------- | --------- | ------ | ------------ | --------------------------------------------------------------------- |
| FZ68 / FZ67 | FF                  | 1006 mm   | 5 kg   | ~ 7700 m     |                                                                       |
| FZ90        | WA                  | 1060 mm   | 6,3 kg | ~ 9100m      |                                                                       |
| FZ276       | FF                  | 1060 mm   | 6,3kg  | ~ 9100m      | félaktív lézeres irányítású rakéták számára fejlesztett rakétahajtómű |

### FZ harcirészek
| Jelölés | Megnevezés                            | Tömeg  | Robbanóanyag tömege | Megjegyzés |
| ------- | ------------------------------------- | ------ | ------------------- | --- |
| FZ71    | HEGP – High Explosive General Purpose | 4,3 kg | 1 kg                | Általános célú repeszromboló, legfeljebb 2 mm-es páncélzattal védett célok ellen hatásos.                                |
| FZ319   | HEAP – High Explosive Armour Piercing | 4,3 kg | 1 kg                | Páncéltörő repeszromboló könnyen páncélozott célok ellen, amelynek repeszei 6 mm homogén acélpáncélon képesek áthatolni. |
| FZ181   | Flash Signature                       | 4,3 kg | 0,2 kg              | Felvillanó-jelölő: több 5,000,000 candelafényerő legalább 10ms-ig, infravörös jelzés 2 másodpercig                       |
| FZ120   | Inert Practice                        | 4,3 kg | nincs               | Inert gyakorló, FZ71, FZ319, FZ181, FZ120 típusokkal azonos ballisztikával                                               |
| FZ336   | Smoke                                 | 4,3 kg | nincs               | Füstjelzős (min.5 másodperc fehér füst) FZ71, FZ319, FZ181, FZ120 típusokkal azonos ballisztikával                       |
| FZ149   | MULTIDART                             | 3,3 kg | nincs               | 36 darab 35 grammos nyilat tartalmaz, páncélozatlan területi célok ellen hatásos                                         |
| FZ122   | Flechette                             | 5 kg   | nincs               | 2200 darab 1,3 grammos nyilat tartalmaz, páncélozatlan területi célok és élőerő ellen hatásos                            |

### FZ irányított rakéták

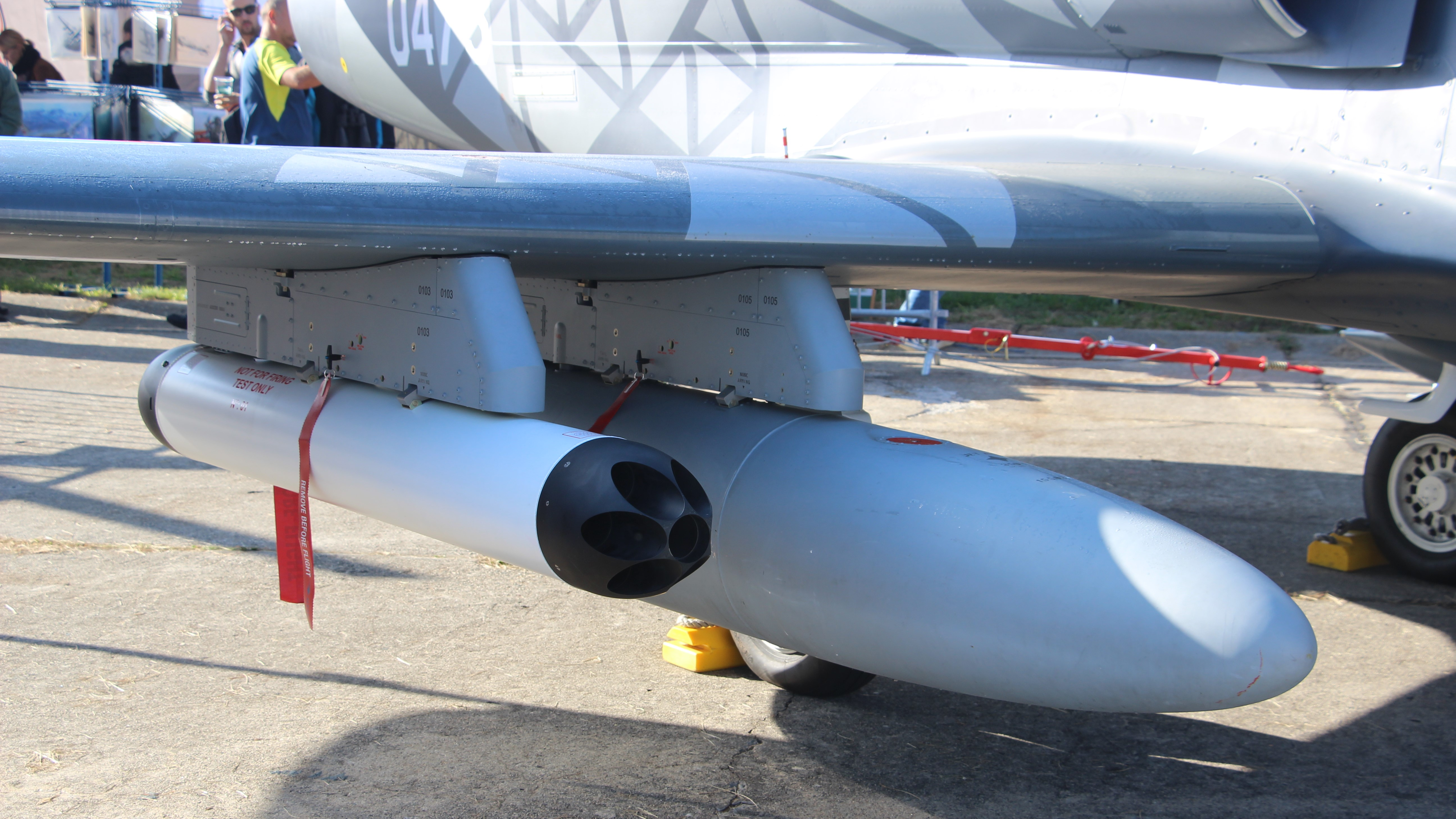
LAU32 rakétablokk

Az FZ275 LGR esetében elől elhelyezett irányító fej egy egységet alkot a 4,1 kilogrammos FZ319 páncéltörő repesz-romboló harcirésszel, amelynek repeszei 6 mm acélon képesek áthatolni. Az amerikai APKWS-szel ellentétben nem variálható a harcirész. Az FZ275-ös 1500 és 8000 méter közötti célok ellen vethető be és a félaktív lézeres rávezetésnek köszönhetően 1 méteren belül talál célba.

### FZ indítók
Az FZ rakétablokkjai változattól függően 2, 7, 12 és 19 rakétát képesek hordozni. A digitális jelző arra utal, hogy az adatkapcsolatnak köszönhetően a pilóta tüzeléshez kiválaszthatja a vetőcsövet illetve rakétát. Ezen kívül adatkapcsolat hozható létre az irányított rakéták és pilótafülke között. Az ezzel nem rendelkező indítók egy előre meghatározott, nem változtatható sorrendben lövik ki a rakétákat annak típusától függetlenül.
| Jelölés | Vetőcsövek száma | Üres tömeg | Hosszúság | Átmérő / szélesség | Megjegyzés |
| ------- | ---------------- | ---------- | --------- | ------------------ | --- |
| FZ602   | 2                | 13 kg      | 1860 mm   | 195 mm             | kétcsöves könnyű rakétablokk |
| FZ606   | 6                | 40 kg      | 1900 mm   | 320 mm             | hatcsöves digitális rakétablokk zárható vetőcsövekkel a lézer vezérlésű rakéták optikájának védelmében. Kifejezetten FZ275 rakéták számára lett kifejlesztve, de bármilyen 70 mm-es rakéta indítható belőle. |
| FZ220   | 7                | 20 kg      | 1653,5 mm | 243,4 mm           | Hétcsöves rakétablokk helikopterek számára |
| FZ233   | 7                | 26 kg      | 1653,5 mm | 243,4 mm           | Hétcsöves digitális rakétablokk helikopterek számára |
| LAU32   | 7                | 37 kg      | 2003 mm   | 252mm              | Hétcsöves digitális rakétablokk repülőgépek számára WA és FF rakétákhoz |
| FZ219   | 12               | 29 kg      | 1634,5 mm | 324 mm             | 12 csöves rakétablokk helikopterek számára |
| FZ231   | 12               | 31 kg      | 1658 mm   | 324 mm             | 12 csöves digitális rakétablokk helikopterek számára. A típust a Magyar Honvédség is rendszeresítette. |
| FZ207   | 19               | 41 kg      | 1668 mm   | 402 mm             | 19 csöves rakétablokk rakétablokk helikopterek számára |
| FZ225   | 19               | 45 kg      | 1668 mm   | 402 mm             | 19 csöves digitális rakétablokk helikopterek számára |

## CRV7
A kanadai CRV7 (Canadian Rocket Vehicle 7) az 1970-es évek elején jelent meg és nagyobb teljesítményű rakétahajtóművet használ, mint az amerikai Hydra 70. A CRV7 rakéták sebessége 990-1219 m/s-et is elérheti a Hydra 70 rakéta 700-739 m/s sebességével szemben. A magas kinetikus energiának köszönhetően képes akár a T-72A harckocsik oldal és tető páncélzatát 3000 méterről képes átütni a WDU-5002/B FAT harcirésszel felszerelt CRV7 rakéta. Emellett szórása is lényegesen kisebb más hasonló 70 mm-es rakétákhoz képest. A CRV7 rakétákat napjainkban a Magellan Aerospace fejleszti és gyártja.

### CRV7 hajtóművek
| Jelölés | Vezérsík-elrendezés | Hosszúság | Tömeg | Hatótávolság | Megjegyzés                                                              |
| ------- | ------------------- | --------- | ----- | ------------ | ----------------------------------------------------------------------- |
| C15     | WA                  | 1000 mm   | n.a.  | n.a.         | Merev szárnyú repülőgépek számára ajánlott változat (9,7 kN·s impulzus) |
| C17     | WA                  | 1000 mm   | n.a.  | n.a.         | Helikopterek számára ajánlott változat (8,5 kN·s impulzus)              |

### CRV7 harcirészek
A CRV7 rakétákhoz elérhető harcirészek részben megegyeznek a Hydra 70 rendszerével, a rakéta azokkal kompatibilis.
| Jelölés      | Megnevezés                                     | Tömeg  | Robbanóanyag tömege | Megjegyzés |
| ------------ | ---------------------------------------------- | ------ | ------------------- | --- |
| M151         | High Explosive Dual Purpose (HEDP)             | 4,2 kg | 1 kg                | Páncéltörő repeszromboló könnyen páncélozott célok és élőerő ellen hatásos. Ez a legáltalánosabban használt harcirész, amelynek repeszei 50 méteren belül is képesek halálos sérülést okozni.                  |
| WTU-5001/B   | Hardened Rod Practice                          | n.a.   | nincs               | Gyakorló harcirész WTU-5002/B imitálására |
| WTU-5001 A/B | Practice                                       | n.a.   | nincs               | Gyakorló harcirész – inert súlymodell |
| WTU-5002/B   | Flechette Anti-Tank                            | n.a.   | nincs               | Kinetikus energiát használó páncéltörő harcirész, amely 5 wolfram nyilat tartalmaz. C15 hajtóművel alkalmazható hatásosan páncélozott célok ellen. 3000 méteres távolságból harckocsik ellen is hatásos lehet. |
| M257         | Illuminating Flare                             | 5 kg   | nincs               | Világító rakéta: 1 millió candela fényerővel bíró, ejtőernyőn ereszkedő fáklyát hordoz, amely 120 másodpercig világít legalább                                                                                 |
| RA-79        | High Explosive Incendiary Semi-Armour Piercing | n.a.   | n.a.                | Páncéltörő-gyújtó harcirész hajók, bunkerek és más erődítések ellen |
|              | General Purpose Flechette                      | n.a.   | nincs               | 80 darab wolfram nyilat tartalmaz, könnyen páncélozott területi célok ellen hatásos |
| M278         | Infrared Flare                                 | 5 kg   | nincs               | Infravörös világító rakéta: ejtőernyőn ereszkedő infravörös fáklyát hordoz |

### CRV7 irányított rakéták
A rakétának létezik irányított változata is CRV7-PG jelzéssel. A vezérlő egység a rakéta elejére kerül és félaktív lézeres (SAL) rávezetés mellett létezik GPS/INS rendszert alkalmazó valamint radar kisugárzásra rávezető vezérlő egység is a rakétához. 

### CRV7 indítók
| Jelölés  | Vetőcsövek száma | Üres tömeg | Hosszúság | Átmérő / szélesség | Megjegyzés                                                                             |
| -------- | ---------------- | ---------- | --------- | ------------------ | -------------------------------------------------------------------------------------- |
| M260     | 7                | 15,9 kg    | 1681,5 mm | 248,9 mm           | Hétcsöves könnyű rakétablokk                                                           |
| M261     | 19               | 36.3 kg    | 1681,5 mm | 403,9 mm           | 19 csöves könnyű rakétablokk                                                           |
| LAU-5002 | 6                | n.a        | n.a.      | n.a                | 19 csöves rakétablokk                                                                  |
| LAU-5003 | 19               | n.a        | n.a.      | n.a                | Hatcsöves rakétablokk – elsősorban merev szárnyú repülőgépekhez                        |
| SUU-5003 | 4                | n.a        | n.a.      | n.a                | Gyakorló konténer merev szárnyú repülőgépekhez 4 rakétával és 6 gyakorló légi bombával |